# Langssnijder
Langssnijmessen zijn roterende messen die de papier- of kartonbaan in de lengterichting doorsnijden. Dit doet men om uit een brede moederrol meerdere smalle rollen te halen. Ander voordeel is dat de snit mooi glad afgewerkt wordt zonder papierstof. Tijdens de productie draaien de ronde messen, die op een wals gemonteerd zijn, even snel als de papierbaan waarbij stof en restafval door een stofzuiger worden weggezogen.